# Spoorlijn Merzig - Büschfeld
De spoorlijn Merzig - Büschfeld is een Duitse spoorlijn in Saarland en is als spoorlijn 3218 onder beheer van DB Netze.

## Geschiedenis
Het traject werd door de Kleinbahn Merzig-Büschfeld GmbH geopend op 2 juli 1903.  

## Treindiensten
De lijn is in dienst voor museumverkeer van Merzig Ost tot Dellborner Mühle. Daarnaast vindt er goederenvervoer van hout plaats tussen Merzig en Homanit.

## Aansluitingen
In de volgende plaatsen is of was er een aansluiting op de volgende spoorlijnen:
Merzig (Saar)
DB 3213, spoorlijn tussen Bettelainville en Merzig
DB 3230, spoorlijn tussen Saarbrücken en Karthaus
Büschfeld
DB 3274, spoorlijn tussen Wemmetsweiler en Nonnweiler

## Galerij

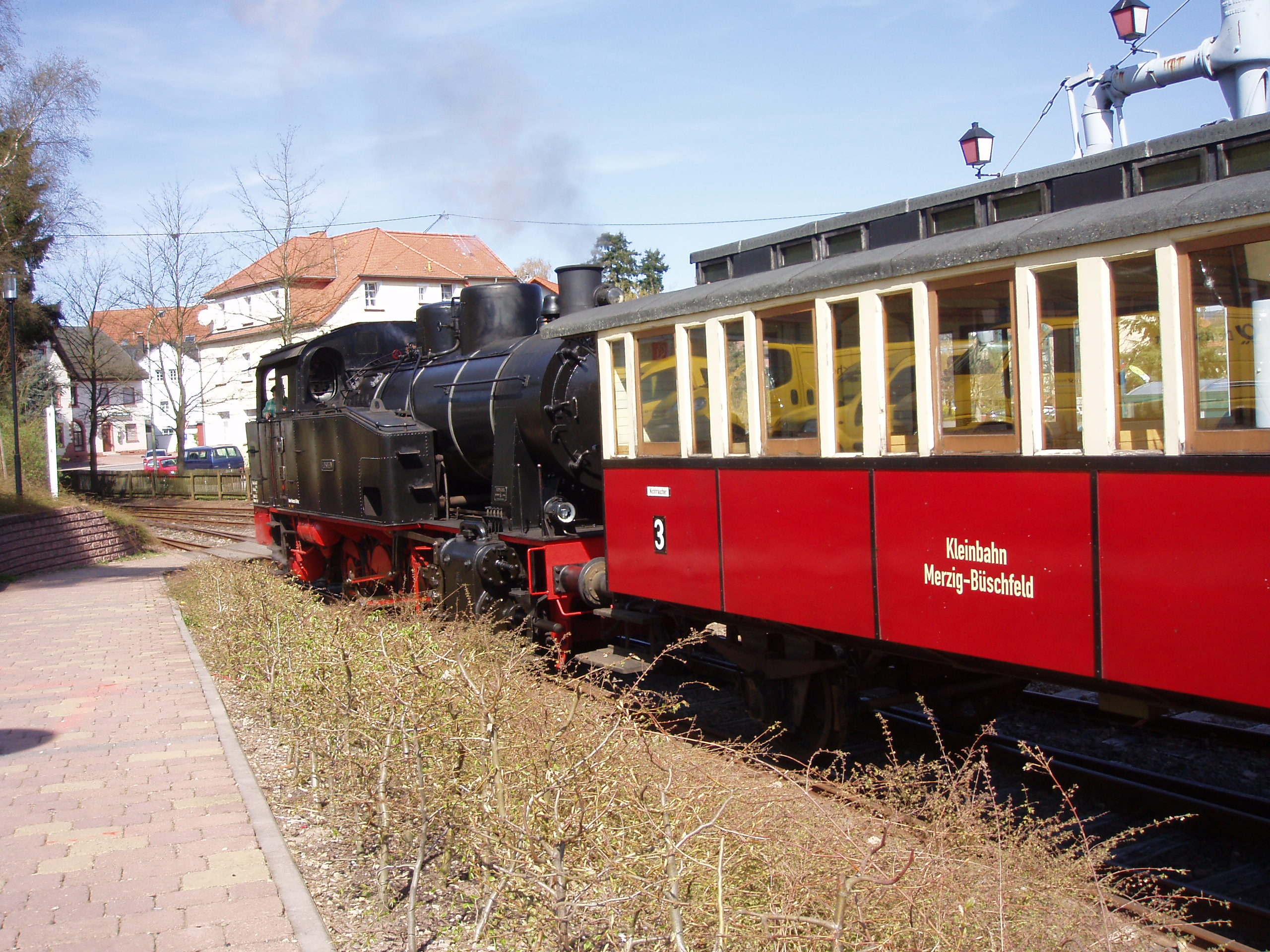
Museumtrein in Losheim
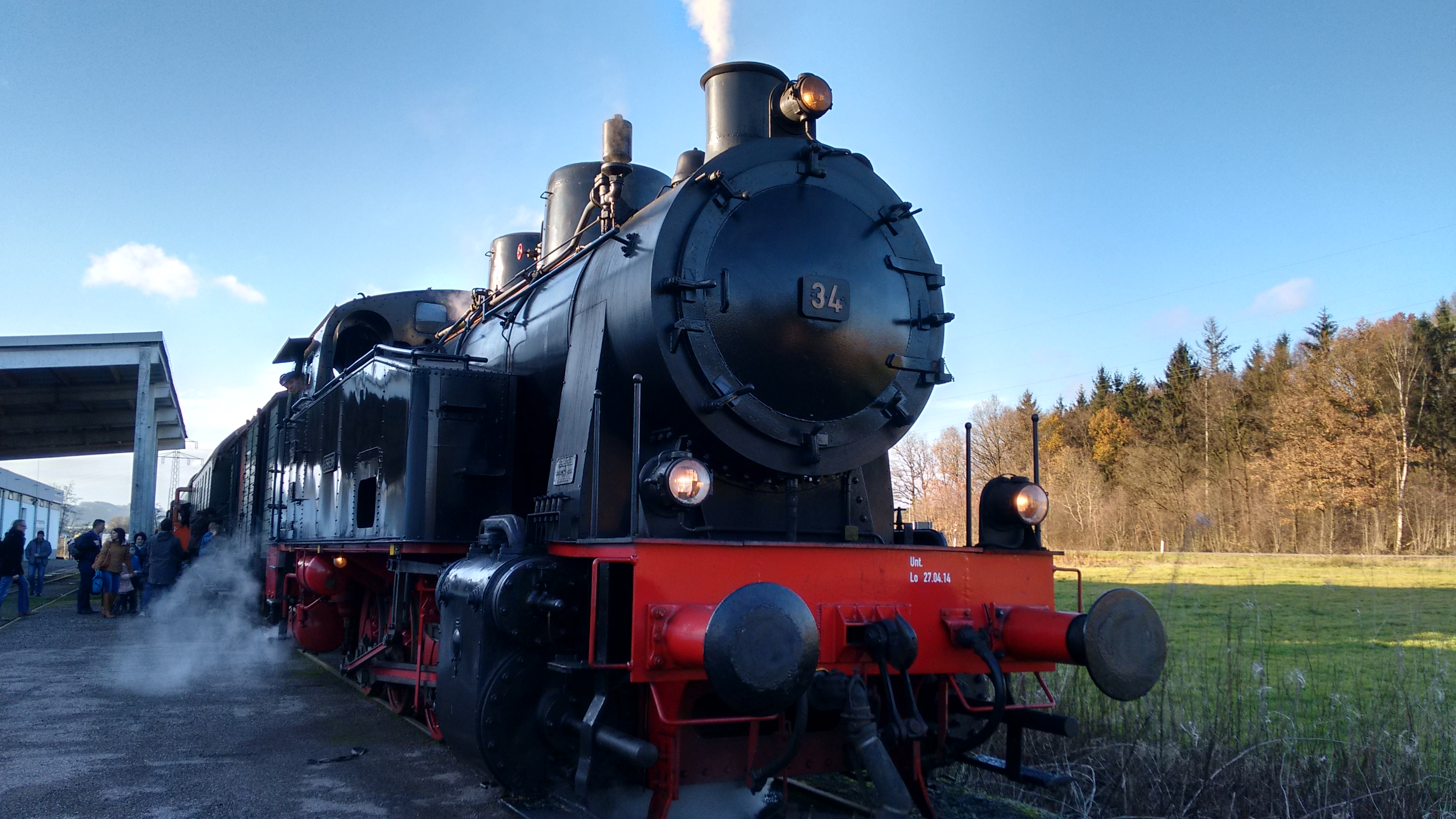
Stoomlocomotief in Dellborner Mühle